# Барсук, Дмитрий Николаевич
Дмитрий Николаевич Барсук (20 января 1980 года, Армавир) — российский волейболист, член сборной России по пляжному волейболу, мастер спорта международного класса.

## Спортивная карьера
В бич-волее — с 1995 года, успешно выступал в паре с Алексеем Тарантиным (победа на чемпионате Европы среди юношей — 1999), Владимиром Костюковым (бронзовые медали чемпионатов Европы среди молодёжи — 2000, 2001, 1-е место на «челленджере» в Бейруте — 2001, чемпион России — 2001) и Романом Аркаевым (9-е место на чемпионате мира в Берлине — 2005).
Значительных достижений добился, выступая вместе с Игорем Колодинским:
- серебряный призёр чемпионата мира в Гштаде — 2007;
- бронзовый призёр чемпионата Европы в Гамбурге — 2008;
- участник летних Олимпийских игр — 2008;
- чемпион России — 2006, 2008, 2009;
- призовые места на этапах Мирового тура:
  - Розето-дельи-Абруцци-2007 — 3-е место,
  - Загреб-2007 — 3-е место,
  - Марсель-2007 — 3-е место,
  - Санкт-Петербург-2007 — 2-е место,
  - Барселона-2008 — 2-е место,
  - Клагенфурт-2008 (турнир «Большого шлема») — 1-е место.
  - Кристиансанн-2009 — 1-е место.

С 10 по 17 июня 2007 года команда Барсук / Колодинский занимала 1-е место в мировом рейтинге.
С 2011 года напарниками Дмитрия Барсука были Алексей Ютвалин, Юрий Богатов, Константин Семёнов, Максим Худяков. С августа 2014 года играл в паре с перешедшим из классического волейбола экс-капитаном «Губернии» Никитой Ляминым. В октябре того же года новая команда выиграла бронзу на этапе Мирового тура в Сямыне.
В июне 2015 года в паре с Ярославом Кошкарёвым стал серебряным призёром I Европейских игр в Баку.
В классическом волейболе выступал на позиции доигровщика и либеро. В 2001—2009 годах играл за краснодарское «ГУВД-Динамо», в сезоне-2011/12 — за «Элвари-Сахалин» из Южно-Сахалинска, в сезоне-2012/13 — за волейбольный клуб «Грозный».
В июле 2022 года был признан человеком года Калужской области в номинации «спорт».